# Список глав государств в 541 году
Список глав государств в 540 году — 541 год — Список глав государств в 542 году — Список глав государств по годам

## Африка
- Аксумское царство — Алла Амидас, негус  (ок. 540 — ок. 545)

## Америка
- Баакульское царство — К’ан Хой Читам I, священный владыка (524 — 565)
- Мутульское царство (Тикаль) — Яш-Эб-Шок II, царь (537 — 562)
- Шукууп (Копан) — Ви-Оль-К’инич, царь (532 — 551)

## Азия
- Абхазия (Абазгия) — Гозар, князь (ок. 530 — ок. 550)
- Гассаниды — аль-Харит V ибн Джабала, царь (529 — 569)
- Дханьявади — Тюрия Теза, царь[англ.] (513 — 544)
- Жужаньский каганат — Юйцзюлюй Анагуй, каган (520 — 552)
- Иберия — Бакур II, царь (534 — 547)
- Индия — 
  - Вишнукундина — Индра Бхаттарака Варма, царь[лит.] (528 — 555)
  - Гупта — Вишнугупта, махараджа (540 — 550)
  - Западные Ганги — Дурвинта, махараджа (529 — 579)
  - Маитрака — Друвасена I, махараджа[англ.] (ок. 520 — ок. 550)
  - Паллавы (Анандадеша) — Кумаравишну III, махараджа (540 — 550)
  - Чалукья — Сатьяшрая Пулакешин I, раджа (535 — 566)
- Камарупа — Бхутиварман, царь (518 — 542)
- Китай (Период Южных и Северных династий) — 
  - Восточная Вэй — Сяо Цзин-ди (Юань Шаньцзянь), император (534 — 550)
  - Западная Вэй — Вэнь-ди (Юань Баоцзюй), император (535 — 551)
  - Лян — У-ди (Сяо Янь), император (502 — 549)
- Корея (Период Трех государств):
  - Конфедерация Кая — Тосольджи, ван (532 — 562)
  - Когурё — Анвон, тхэван (531 — 545)
  - Пэкче —  Сон, король (523 — 554)
  - Силла — Чинхын Великий, тхэван (514 — 576)
- Лазика (Эгриси) — 
  - Опсит, король (ок. 527 — ок. 541)
  - Губаз II, король (ок. 541 — 555)
- Лахмиды (Хира) — аль-Мундир III ибн аль-Нуман, царь (505 — 554)
- Паган — Тинли Пайк, король[англ.] (532 — 547)
- Персия (Сасаниды) — Хосров I Ануширван, шахиншах (531 — 579)
- Раджарата (Анурадхапура) — Моггаллана II, король (540 — 560)
- Тарума — Сурьяварман, царь (535 — 561)
- Тогон — Муюн Куалюй, правитель (540 — 591)
- Тямпа — Рудраварман I, князь (529 — 572)
- Фунань — Рудраварман I, король (514 — 550)
- Химьяр — Абраха, царь (536 — ок. 570)
- Япония — Киммэй, император (539 — 571)

## Европа
- Англия —
  - Бринейх — Моркант I, король (? - ок. 547)
  - Думнония — Константин ап Кадо, король (537 — 560)
  - Каер Гвенддолеу — Кейдио ап Эйнион, король (ок. 505 — ок. 550)
  - Кент — Эрменрик, король (ок. 540 — 591)
  - Мерсия — Киневальд, король (538 — 568)
  - Пеннины — 
    - Дунотинг (Северные Пеннины)  — Динод Толстый, король (ок. 525 — ок. 595)
    - Пик (Южные Пеннины)  — Сауил Высокомерный, король (ок. 525 — 590)

  - Регед — 
    - Северный Регед — Кинварх Угрюмый, король (535 — 570)
    - Южный Регед — Элидир Толстый, король (535 — 560)

  - Сассекс — Кисса, король (514 — ок. 567)
  - Уэссекс — Кинрик, король (534 — 560)
  - Эбрук — Элиффер ап Эйнион, король (500 — 560)
  - Элмет — Артуис ап Масгвид, король (540 — 560)
  - Эссекс — 
    - Векта, король (539 — 541)
    - Иффи, король (541 — 547)
- Арморика — Будик II, король (? — 544)
- Вестготское королевство — Теудис, король (531 — 548)
- Византийская империя — Юстиниан I, император (527 — 565)
- Гепиды — Гелемунд, король (508 — ок. 548)
- Ирландия — Диармайт мак Кербалл, верховный король (538 — ок. 565)
  - Айлех — 
    - Фергюс мак Муйрхертах, король (534 — ок. 566)
    - Домнал мак Муйрхертах, король (534 — ок. 566)

  - Коннахт — Эоган Бел мак Келлайг, король (502 — ок. 543)
  - Лейнстер — Койрпре, король (539 — 550)
  - Мунстер — Дуб-Гилках, король (ок. 535 — 550)
  - Ольстер — Эохед мак Кондлаи, король (532 — 553)
- Лангобарды — 
  - Вальтари, король (ок. 540 — 546)
  - Аудоин, регент (ок. 540 — 546)
- Остготов королевство (Италия) — 
  - Ильдебад, король (540 — 541)
  - Эрарих, король (541)
  - Тотила, король (541 — 552)
- Папский престол — Вигилий, папа римский (537 — 555)
- Свевов королевство (Галисия) — Теодемунд, король (ок. 500 — ок. 550)
- Уэльс —
  - Брихейниог — Лливарх ап Ригенеу, король (540 — 580)
  - Гвинед — Майлгун ап Кадваллон, король (ок. 520 — 547)
  - Гливисинг — Кадок Мудрый, король (523 — 580)
  - Дивед — Кингар ап Гуртевир, король (540 — 570)
  - Поуис — Кинген Достопамятный, король (519 — 547)
- Франкское королевство — 
  - Теодеберт I (Австразия), король (534 — 547 или 548)
  - Хлотарь I (Суассон), король (511 — 561)
  - Хильдеберт I (Париж), король (511 — 558)
- Швеция — Адильс, король (ок. 530 — ок. 575)
- Шотландия —
  - Дал Риада — Габран, король (538 — 558)
  - Пикты — Галан Эрилих, король (538 — 550)
  - Стратклайд (Альт Клуит) — Тутагуал ап Клинох, король (? — ок. 580 )

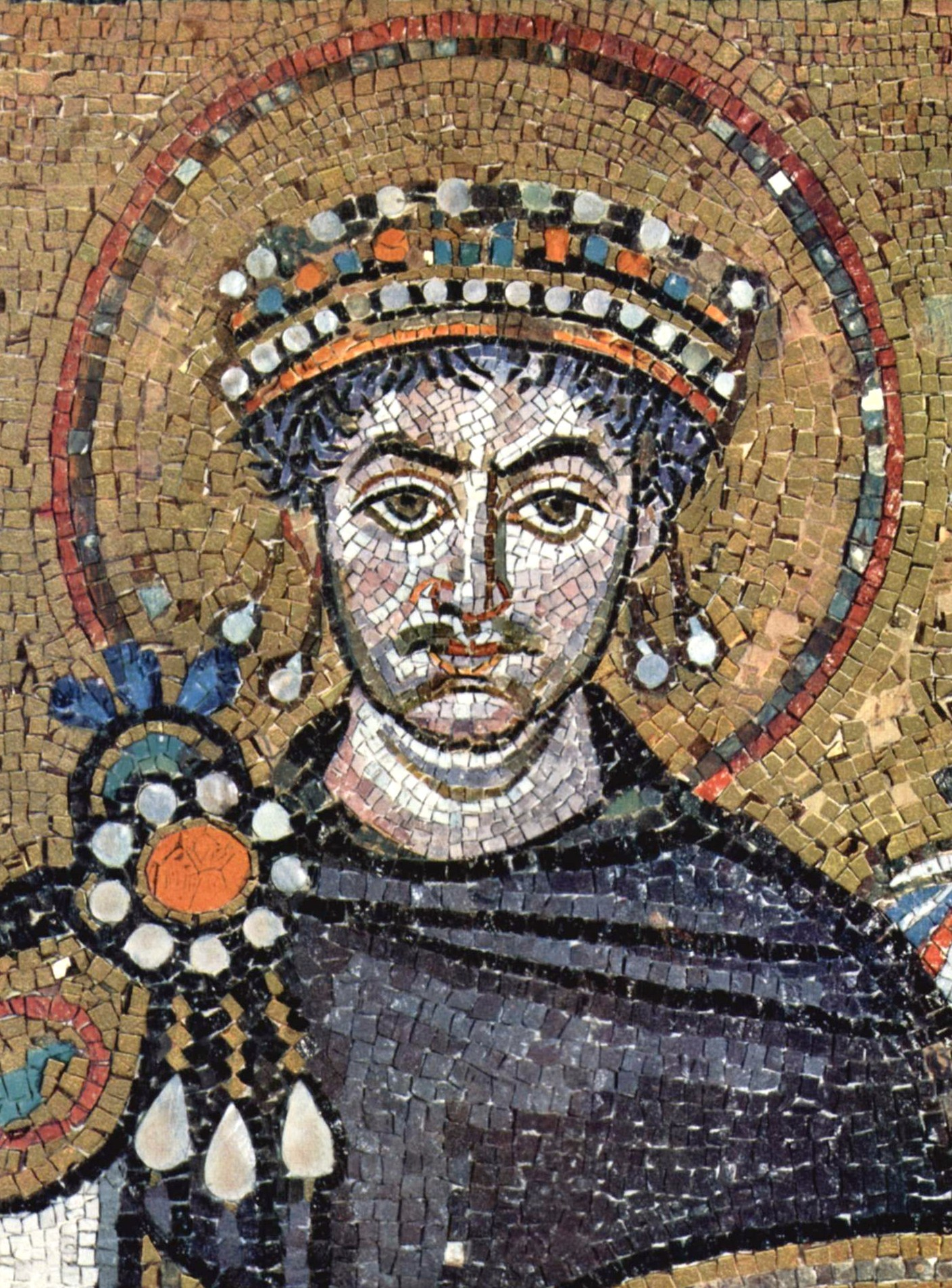
Юстиниан I 527-565 Император Византии
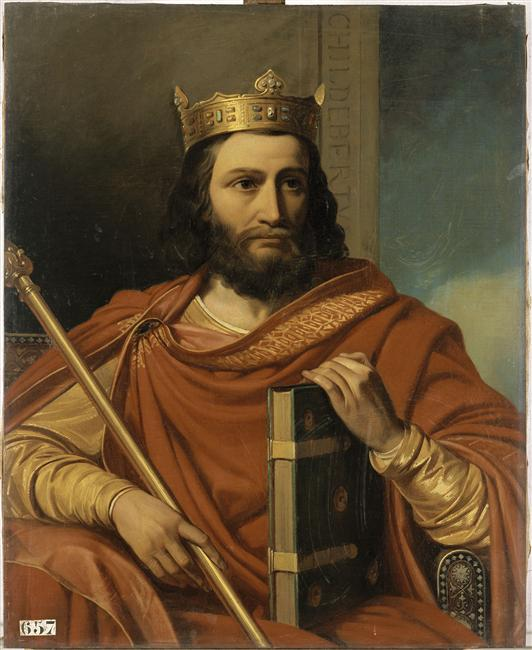
Хильдеберт I 511-558 Король Парижа
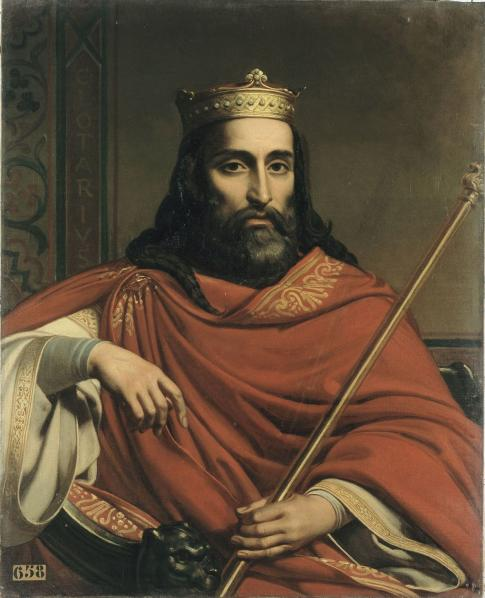
Хлотарь I 511-561 Король Суассона
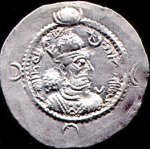
Хосров I Ануширван 531-579 Шахиншах Персии
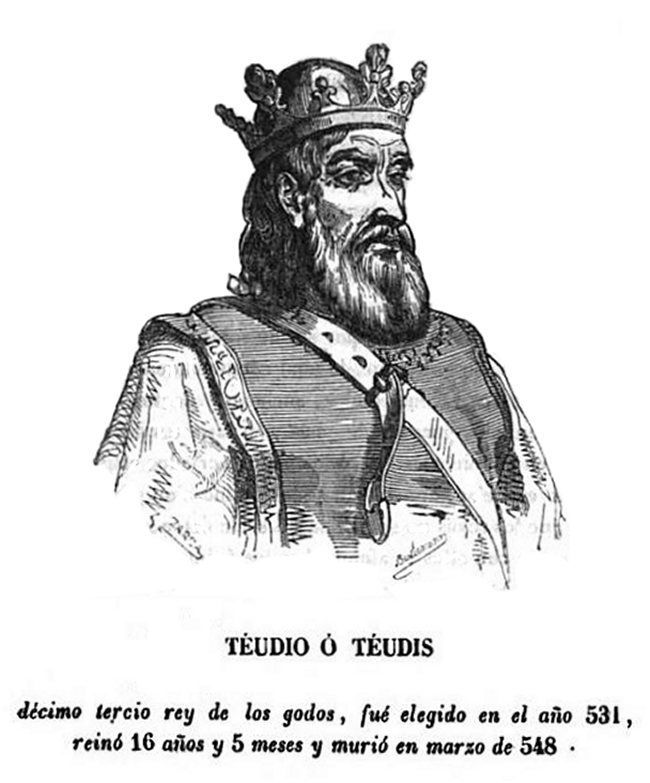
Теудис 531-548 Король вестготов
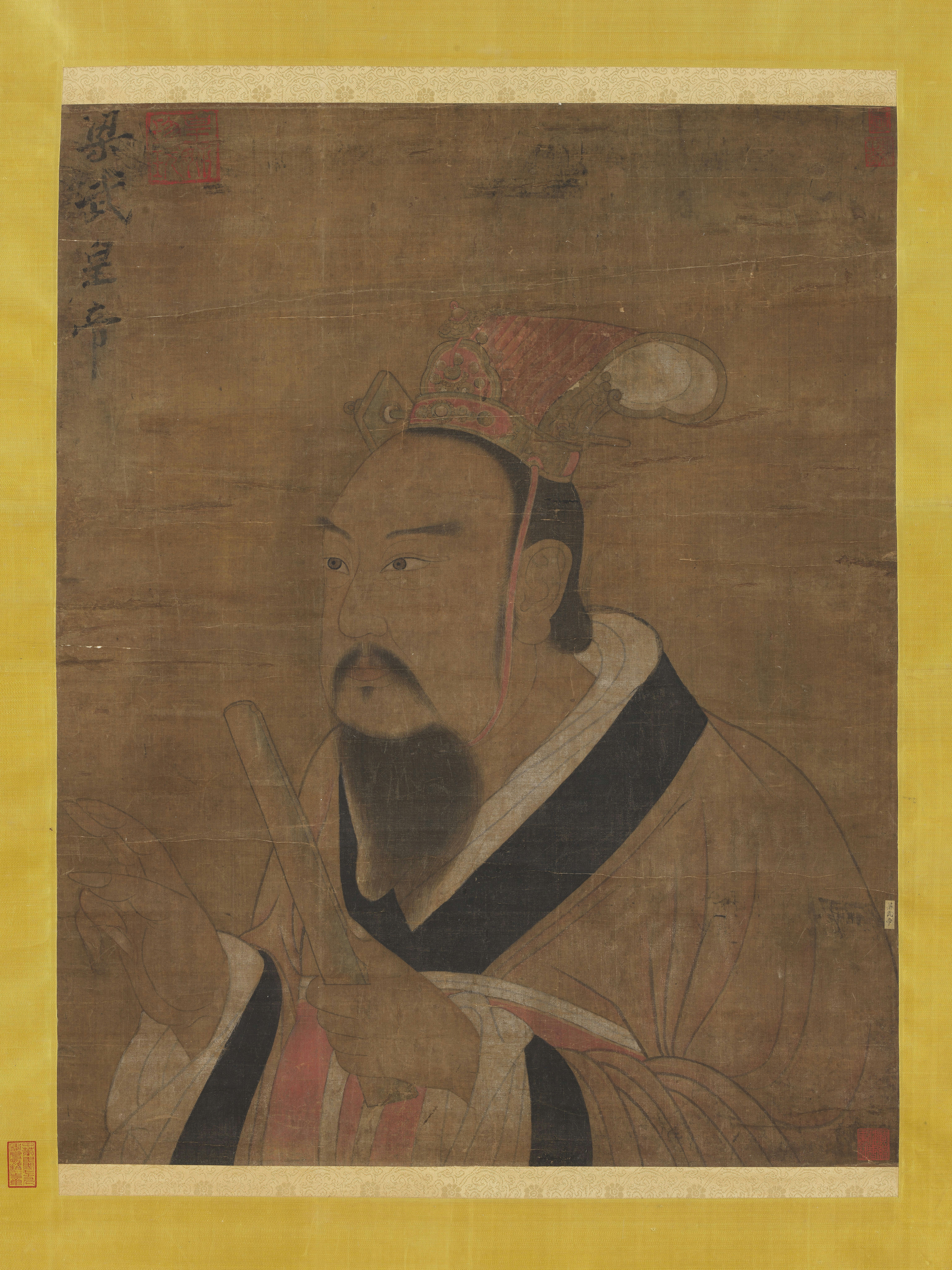
У-ди 502-549 Император Лян
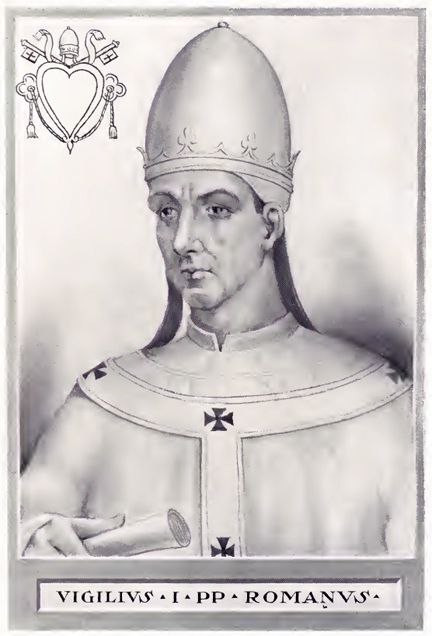
Вигилий 537-555 Папа римский